# 瑪麗亞·特蕾莎·奧爾塔
玛丽亚·特蕾莎·德·马斯卡伦哈斯·奥尔塔·巴罗斯（1937年5月20日—2025年2月4日）是葡萄牙女权主义诗人、记者和活动家。 她与瑪麗亞·伊莎貝爾·巴雷諾 和瑪麗亞·韋略·達科斯塔合著《新葡萄牙语文学》一书。此書作者被称为“三位玛丽亚”，于1972年，新国家独裁统治的最后几年，當局依照葡萄牙审查法逮捕、监禁和起诉她們。 这本书和針对她们的审判激發葡萄牙的抗议活动，并在康乃馨革命前夕引起欧洲和美国妇女解放团体的国际关注。 

## 早期生活與事業
奧爾塔擁有里斯本大學學士學位，曾擔任記者。她與瑪麗亞·伊莎貝爾·巴雷諾和瑪麗亞·韋略·達科斯塔（三位瑪麗亞）一起參加了葡萄牙女權運動，並且是Poesia 61團體的成員。
她的作品發表在《里斯本日報》、《首都》、《共和國》、《O Século》、《新聞日報》和《文學與藝術雜誌》等期刊上，她也擔任《女人》雜誌的主編。
三位瑪麗亞（她和瑪麗亞·伊莎貝爾·巴雷諾和瑪麗亞·韋柳·達·科斯塔）是里斯本大學文學院教授和散文家 António M. Feijó、João R. Figueiredo 和 Miguel Tamen 選出的50名葡萄牙作家之一，將出現在2020年出版的《O Cânone》一書中。
葡萄牙文化部於2020年授予她文化成就勳章。
2021年，她以作品《Estranhezas》在 Correntes d'Escritas 文學節上榮獲2021年 Casino da Póvoa 文學獎。 同年，她在為紀念2017年火災受害者而舉辦的國際室內文學節上獲得殊榮。
2022年4月21日，她被授予自由勳章大官勳章。

## 個人生平和逝世
奧爾塔是葡萄牙醫學總委員會主席、大學教授豪爾赫·奧古斯托·達席爾瓦·奧爾塔的女兒，他的妻子是弗龍泰拉侯爵夫人、托雷伯爵和科庫林伯爵、阿洛納侯爵（前新堡侯爵）和阿蘇馬爾伯爵的妻子卡洛塔·瑪麗亞·馬斯卡雷尼亞斯。
她與路易斯·巴羅斯結婚，直至他於2019年11月20日去世。她的兒子路易斯·豪爾赫·奧爾塔·巴羅斯出生於 1965年4月4日，與瑪麗亞·安東尼亞·馬丁斯·佩薩斯·佩雷拉結婚，育有兩個兒子，貝·奧爾塔·巴羅斯 和蒂亞戈·奧爾塔·巴羅斯。
奧爾塔於2025年2月4日在里斯本去世，享年87歲。

## 獎項
2024年12月，瑪麗亞·特蕾莎·奧爾塔被列入 BBC 巾幗百名。

## 作品
- Espelho Inicial (1960)（诗歌）
- 纹身(1961)
- 沉没的城隍(1961)
- 巧合之日(1962)
- 习惯的爱(1963)
- 烛台（1964）
- 冬季花园(1966)
- 克罗尼斯塔·纳奥·雷卡多(1967)
- Minha Senhora de Mim (1967)（诗歌）
- Ambas 饰演 Mãos sobre o Corpo (1970)
- 葡萄牙新宪章(1971)
- 安娜（1974）
- 全诗集 I 和 II (1983)
- 安乔斯(1983)
- 奥转会（1984）
- 绘麻（1984）
- 米娜·梅，我的爱(1984)
- 罗莎·桑格兰塔(1987)
- 政治选集(1994)
- 《Paixão Segundo Constança H.》 (1994)
- 命运(1997)
- 葡萄牙文学之初(1999)
- 正如卢泽斯·德·莱昂诺(2011) [14]
- As Palavras do Corpo – Antologia de Poesia Erótica (2012)
- 独一无二之母(2013)
- 公告(2016)

- 《来自《Poesia Reunida 》（诗集）的七首诗》 。翻譯。迪安·托马斯·埃利斯（Dean Thomas Ellis）， 《清教徒》第 25 期（2014 年春季增刊）。
- 荣誉点：玛丽亚·特蕾莎·奥尔塔诗选。翻譯。莱斯利·桑德斯。 （Two Rivers Press Ltd，2019 年）ISBN 978-1-909747-47-0

## 外部連結
- https://en.wikiquote.org/wiki/Maria_Teresa_Horta